# Stichting Betaald Voetbal Excelsior 2014-2015

## Rosa
| N. |                        | Ruolo | Calciatore        |
| -- | ---------------------- | ----- | ----------------- |
| 1  | Paesi Bassi (bandiera) | P     | Jordy Deckers     |
| 2  | Marocco (bandiera)     | D     | Khalid Karami     |
| 3  | Paesi Bassi (bandiera) | D     | Kevin van Diermen |
| 4  | Paesi Bassi (bandiera) | C     | Rick Kruys        |
| 5  | Paesi Bassi (bandiera) | D     | Bas Edo Kuipers   |
| 6  | Paesi Bassi (bandiera) | D     | Sander Fischer    |
| 7  | Paesi Bassi (bandiera) | A     | Jordan Botaka     |
| 8  | Marocco (bandiera)     | C     | Adil Auassar      |
| 9  | Paesi Bassi (bandiera) | A     | Tom van Weert     |
| 10 | Paesi Bassi (bandiera) | C     | Jeff Stans        |
| 11 | Paesi Bassi (bandiera) | A     | Daryl van Mieghem |
| 12 | Paesi Bassi (bandiera) | D     | Jurgen Mattheij   |
| 14 | Paesi Bassi (bandiera) | A     | Cedric Badjeck    |

| N. |                                 | Ruolo | Calciatore       |
| -- | ------------------------------- | ----- | ---------------- |
| 15 | Paesi Bassi (bandiera)          | C     | Richard Stolte   |
| 16 | Paesi Bassi (bandiera)          | P     | Alessandro Damen |
| 17 | Paesi Bassi (bandiera)          | A     | Ninos Gouriye    |
| 18 | Paesi Bassi (bandiera)          | C     | Kevin Vermeulen  |
| 19 | Paesi Bassi (bandiera)          | A     | Daan Blij        |
| 20 | Paesi Bassi (bandiera)          | D     | Elso Brito       |
| 21 | Paesi Bassi (bandiera)          | A     | Carlo de Reuver  |
| 22 | Paesi Bassi (bandiera)          | C     | Toni Varela      |
| 23 | Paesi Bassi (bandiera)          | C     | Luigi Bruins     |
| 24 | Paesi Bassi (bandiera)          | D     | Daan Bovenberg   |
| 25 | Bosnia ed Erzegovina (bandiera) | A     | Marko Maletić    |
| 26 | Paesi Bassi (bandiera)          | P     | Gino Coutinho    |
| 27 | Paesi Bassi (bandiera)          | D     | Daan Smith       |

## Risultati

### Campionato

#### Girone di andata
| 9 agosto 2014, ore 19:45 1ª giornata | NAC Breda | 1 – 1 | Excelsior |  |

| 17 agosto 2014, ore 14:30 2ª giornata | Excelsior | 3 – 2 | Go Ahead Eagles |  |

| 23 agosto 2014, ore 19:45 3ª giornata | Heerenveen | 2 – 0 | Excelsior |  |

| 30 agosto 2014, ore 19:45 4ª giornata | Excelsior | 3 – 1 | Heracles Almelo |  |

| 14 settembre 2014, ore 14:30 5ª giornata | Vitesse | 3 – 1 | Excelsior |  |

| 20 settembre 2014, ore 18:30 6ª giornata | Excelsior | 1 – 1 | Dordrecht |  |

| 28 settembre 2014, ore 12:30 7ª giornata | Excelsior | 1 – 1 | Cambuur |  |

| 5 ottobre 2014, ore 12:30 8ª giornata | PSV | 3 – 0 | Excelsior |  |

| 19 ottobre 2014, ore 16:45 9ª giornata | Groningen | 1 – 1 | Excelsior |  |

| 26 ottobre 2014, ore 16:45 10ª giornata | Excelsior | 2 – 1 | Twente |  |

| 2 novembre 2014, ore 14:30 11ª giornata | AZ Alkmaar | 3 – 3 | Excelsior |  |

| 7 novembre 2014, ore 20:00 12ª giornata | Excelsior | 2 – 2 | Utrecht |  |

| 22 novembre 2014, ore 20:45 13ª giornata | Willem II | 1 – 1 | Excelsior |  |

| 30 novembre 2014, ore 14:30 14ª giornata | Excelsior | 0 – 5 | PEC Zwolle |  |

| 6 dicembre 2014, ore 18:30 15ª giornata | Excelsior | 2 – 5 | Feyenoord |  |

| 13 dicembre 2014, ore 19:45 16ª giornata | ADO Den Haag | 2 – 2 | Excelsior |  |

| 21 dicembre 2014, ore 14:30 17ª giornata | Excelsior | 0 – 2 | Ajax |  |

#### Girone di ritorno
| 18 gennaio 2015, ore 16:45 18ª giornata | Heracles Almelo | 0 – 3 | Excelsior |  |

| 24 gennaio 2015, ore 19:45 19ª giornata | Dordrecht | 1 – 0 | Excelsior |  |

| 31 gennaio 2015, ore 19:45 20ª giornata | Excelsior | 0 – 0 | NAC Breda |  |

| 3 febbraio 2015, ore 18:30 21ª giornata | Go Ahead Eagles | 0 – 0 | Excelsior |  |

| 7 febbraio 2015, ore 18:30 22ª giornata | Twente | 1 – 3 | Excelsior |  |

| 14 febbraio 2015, ore 19:45 23ª giornata | Excelsior | 1 – 1 | Groningen |  |

| 22 febbraio 2015, ore 16:45 24ª giornata | Feyenoord | 3 – 2 | Excelsior |  |

| 1 marzo 2015, ore 12:30 25ª giornata | Excelsior | 3 – 0 | Heerenveen |  |

| 8 marzo 2015, ore 14:30 26ª giornata | Ajax | 1 – 0 | Excelsior |  |

| 14 marzo 2015, ore 20:45 27ª giornata | Excelsior | 2 – 3 | Willem II |  |

| 22 marzo 2015, ore 12:30 28ª giornata | PEC Zwolle | 1 – 1 | Excelsior |  |

| 5 aprile 2015, ore 14:30 29ª giornata | Excelsior | 2 – 3 | ADO Den Haag |  |

| 11 aprile 2015, ore 18:30 30ª giornata | Excelsior | 1 – 3 | Vitesse |  |

| 17 aprile 2015, ore 20:00 31ª giornata | Cambuur | 1 – 1 | Excelsior |  |

| 25 aprile 2015, ore 20:45 32ª giornata | Excelsior | 2 – 3 | PSV |  |

| 10 maggio 2015, ore 14:30 33ª giornata | Utrecht | 2 – 2 | Excelsior |  |

| 17 maggio 2015, ore 14:30 34ª giornata | Excelsior | 1 – 4 | AZ Alkmaar |  |